# Seqocrypta hamlynharrisi
Espèce
Seqocrypta hamlynharrisi est une espèce d'araignées mygalomorphes de la famille des Barychelidae.

## Distribution
Cette espèce est endémique du Queensland en Australie. Elle se rencontre sur les monts Cougal et Tamborine.

## Description
Le mâle holotype mesure 17 mm et la femelle paratype 20 mm

## Étymologie
Cette espèce est nommée en l'honneur de Ronald Hamlyn-Harris (1874-1953).

## Publication originale
- Raven, 1994 : Mygalomorph spiders of the Barychelidae in Australia and the Western Pacific. Memoirs of the Queensland Museum, vol. 35, no 2, p. 291-706 (texte intégral).